# فاسيلي أرخيبوف
فاسيلي أليكساندروفيتش أرخيبوف (بالروسية: Василий Александрович Архипов) (30 يناير 1926 - 19 أغسطس 1998) ضابط في البحرية السوفيتية يعود له الفضل في التصويت بصوت واحد ضد الضربة النووية السوفيتية (من المفترض أن تكون حربا نووية شاملة) خلال أزمة الصواريخ الكوبية. وكان من المحتمل أن يسبب مثل هذا الهجوم ردة فعل عالمية لحرب نووية حرارية قد تسبب الكثير من الدمار في العالم. وبصفة أرخيبوف قائدا لأسطول صغير والثاني في قيادة الغواصة B-59 التي تعمل بالديزل، فقد رفض الإذن للقبطان في استخدام الطوربيدات النووية ضد بحرية الولايات المتحدة، وهو قرار يقضي بموافقة جميع الضباط الثلاثة الكبار الذين كانوا على متنها. في عام 2002 صرح «توماس بلانتون» الذي كان آنذاك مديرا لأرشيف الأمن القومي الأمريكي، بإن «فاسيلي أرخيبوف قد أنقذ العالم».

## أزمة الصواريخ الكوبية
في27 أكتوبر 1962، وأثناء أزمة الصواريخ الكوبية؛ كانت هناك الغواصة السوفيتية (B-59) في منطقة البحر الكاريبي رصدتها البحرية الأمريكية، ونتيجةً لذلك، باغتتْ البحرية الأمريكية تلك الغواصة بالصواريخ المائية لتُجبرها على الخروج إلى سطح المياه من أجل أن يتم التعرف عليها. لم تكن البحرية الأمريكية على علمٍ بأن تلك الغواصة تابعة للبحرية السوفيتية وبأنها تحمل طوربيدات نووية مُدمرة. وأثناء كُل صاروخ تُطلقه البحرية الأمريكية كانت الغواصة تهتز على وقع كُل انفجار جديد. من كانوا في الغواصة لم يكونوا على دراية بماهيّة تلك الصواريخ، وهل هي بداية اندلاع الحرب وإعلانها من قِبل البحرية الأمريكية أم لا. كان على متن الغواصة رجال البحرية السوفيتية بما في ذلك القادة الكبار الثلاثة؛ أحد هؤلاء القادة كان فاسيلي أرخيبوف. اعتقد القائد الأول للغواصة فالنتين سفيتسكي أن الحرب بالفِعل قد اندلعت، وبسبب فقدان الاتصال مع موسكو كان سفيتسكي مُصراً على إطلاق الطوربيدات النووية ضد البحرية الأمريكية. ومن أجل أن يَتم هذا القرار، يقتضي ذلك موافقة جميع الضباط الثلاثة الكبار الذين كانوا على مَتنِ الغواصة. جرى التصويت من أجل حصول الموافقة بالإجماع؛ وافق اثنان من القادة بإطلاق الطوربيدات النووية على الفور، وفي أجواء كانت صعبة وحارةً للغاية بسبب أعطال التكييف نتيجة انخفاض طاقة مُحرك الغواصة، رفض القائد الثالث قرار الإطلاق. والذي رفض قرار الإطلاق كان هو فاسيلي أرخيبوف. أقنع أرخيبوف القائد الأول على الصعود إلى السطح وانتظار الأوامر من موسكو، وهو ما حصل بالفعل واستطاعوا تجنب الاحتدام والعودة إلى موسكو.

### الآثار
يتسائل الكثير ماذا سيحصل لو لم يكن أرخيبوف بارد الأعصاب وهادئاً في تلك اللحظة؟ ماذا سيحصل لو وافق في تلك الأجواء التي لا تستدعي العقلانية؟ قرار الإطلاق لم تَم الموافقة عليه كان سيكون باعتقاد الولايات المُتحدة بمثابة شَن الحرب من طرف الاتحاد السوفيتي ما يعني باندلاع حرب نوويّة لا مثيل لها بين أقوى دولتين في ذلك الوقت كانت ستُكلف الكثير من الدمار في العالم وتَحصُد الملايين من الضحايا الأبرياء.
يقول الفيلسوف الأمريكي نعوم تشومسكي «لو تم القرار فإن ذلك من شأنه أن يُدمر مُعظم أنحاء العالم». ويقول توماس بلاتو مُدير الأرشيف الأمن القومي الأمريكي أن أرخيبوف «قد أنقذ العالم». وقال شليزنجر مُستشار إدارة جون كينيدي واصفاً تلك اللحظة «بأنها أخطر لحظة في تاريخ البشرية».